# Isola di Furugel'm
L'isola di Furugel'm (in russo Остров Фуругельма?) è un'isola russa che si trova nella parte occidentale del golfo di Pietro il Grande, nel mare del Giappone, nell'Estremo Oriente russo. Appartiene amministrativamente al Chasanskij rajon, del Territorio del Litorale. Si trova 110 km a sud-ovest di Vladivostok. Non esiste popolazione permanente sull'isola. Dal 24 marzo 1978 il territorio dell'isola è parte della Riserva della biosfera marina dell'Estremo-Oriente.

## Geografia
L'isola di Furugel'm è la più meridionale delle isole del Territorio del Litorale e di tutta la Russia, è situata quasi al confine con la Corea del nord. È lunga circa 2,5 km e larga 1,5 km, e ha un'altezza massima è di 120 m s.l.m. Le coste dell'isola sono ripide e rocciose, le acque che la circondano sono poco profonde (max 10 m) con la presenza di scogli sommersi. Sul lato occidentale vi sono delle piccole insenature con faraglioni.

## Clima
Il mese più freddo è gennaio, con una temperatura media di -11 °C, il più caldo agosto, con una temperatura media è di 21 °C. L'acqua del mare, nel mese di agosto, si può riscaldare fino a 23-25 °C.

## Fauna
L'isola è conosciuta per le sue colonie di uccelli marini. La colonia di gabbiani giapponesi, che conta più di 50.000 individui, è affiancata da urie dagli occhiali e urie di Brünnich. L'isola serve anche come luogo di sosta per alcuni uccelli migratori registrati nella Lista Rossa IUCN, come procellarie, aquile di mare, stercorari e gabbiani di Ross. In tutto, l'isola conta più di 300 specie di uccelli registrate, 80 di loro vi nidificano. In Russia, una tale varietà non si trova nemmeno sul delta del Volga. Sono presenti la gru della Manciuria,
la gru dal collo bianco, l'avvoltoio monaco, l'aquila di mare dalla coda bianca, l'aquila reale e il falco pellegrino. Tra maggio e giugno sull'isola si contano fino a 100.000 uccelli marini.
Tra i mammiferi, sull'isola sono presenti sono il topo di campagna a dorso striato e l'arvicola dei canneti.
Tra i rettili, è attestata la presenza del'Amphiesma vibakari e del'Elaphe dione.

## Storia
L'isola è stata descritta il 10 maggio 1854 dall'equipaggio della fregata Pallada. L'ammiraglio Evfimij Vasil'evič Putjatin diede all'isola il nome di Ivan Vasil'evič Furugel'm (Johan Hampus Furuhjelm, 1821-1909) capitano della Knjaz' Menšikov della Compagnia russo-americana.
Dopo il 1922 fu introdotto sull'isola un sistema di kolchoz e di imprese statali di pesca. Maggiore notorietà ebbero gli allevamenti di animali selvatici da pelliccia, soprattutto del visone americano, che mise però in serio pericolo la sopravvivenza degli uccelli locali; l'allevamento venne abbandonato e ci volle molto tempo per il recupero delle colonie di uccelli marini.
A seguito del deterioramento delle relazioni con il Giappone furono costruite delle difese costiere su Furugel'm: batterie di artiglieria e diversi potenziamenti anti-sbarco. Rimasero in stato di allerta durante la guerra di Corea. Il presidio militare è stato sciolto alla fine del 1970.